# プティ＝ボワ植物園
プティ＝ボワ植物園 (フランス語: Arboretum du Petit-Bois)はフランス、ロレーヌ地方ムーズのモンフォコン＝ダルゴンヌに位置する植物園。面積0.5ヘクタール。1996年に運営を開始し、約50種の樹木がある。入園料は無料。